# I Państwowe Liceum i Gimnazjum im. Wincentego Pola w Tarnopolu
I Państwowe Liceum i Gimnazjum im. Wincentego Pola w Tarnopolu – polska szkoła z siedzibą w Tarnopolu w okresie II Rzeczypospolitej, od 1938 o statusie gimnazjum i liceum ogólnokształcącego.

## Historia
Pierwotnie w okresie zaboru austriackiego 4 listopada 1820 zostało otwarte gimnazjum. Do 1840 było prowadzone przez ojców jezuitów. Do 1868 językiem wykładowym był język niemiecki, a od tego czasu nauczano w języku polskim. Jako pierwszy świecki dyrektor pracował Eustachy Prokopczyc.
Od 1 listopada 1918 Tarnopol pozostawał pod władzą ukraińską, a od 15 lipca 1919 do miasta wkroczyły wojska polskie. W 1920 miasto zajęli przejściowo bolszewicy. Po odzyskaniu przez Polskę niepodległości władze II Rzeczypospolitej podjęły decyzję o przekształceniu gimnazjum w typ klasyczny. W latach 20. i 30. gimnazjum funkcjonowało pod adresem ul. 3 Maja 8. W 1926 w gimnazjum w typie klasycznym prowadzono osiem klas w 8 oddziałach, w których uczyło się 202 uczniów wyłącznie płci męskiej.
Zarządzeniem Ministra Wyznań Religijnych i Oświecenia Publicznego Wojciecha Świętosławskiego z 23 lutego 1937 „I Państwowe Gimnazjum im. Wincentego Pola w Tarnopolu” zostało przekształcone w „I Państwowe Liceum i Gimnazjum im. Wincentego Pola w Tarnopolu” (państwową szkołę średnią ogólnokształcącą, złożoną z czteroletniego gimnazjum i dwuletniego liceum), a po wejściu w życie tzw. reformy jędrzejewiczowskiej szkoła miała charakter męski, a wydział liceum ogólnokształcącego był prowadzony w typie klasycznym.

## Dyrektorzy
- Eustachy Prokopczyc[1]
- Wacław Dworak[1]
- Ignacy Stawarski[1]
- ks. Bazyli Ilnicki[1]
- Leon Sielecki[4], z pochodzenia Rusin (Лев Сілецький)[5]
- Feliks Pohorecki (kier.)[1]
- dr Seweryn Dnistrianski (wzgl. Seweryn Dniestrzański[1])
- dr Maurycy Maciszewski (od lata 1889[6], 1913/1914 urlop.[7], 06.VI.1917†[2]
  - Wojciech Cachel kier. (1913/1914)[2]
- dr Zygmunt Zagórowski (1917, posady nie objął)[2][1]
  - Józef Kurcz kier. (do 10.I.1919, usunięty przez Ukraińców)[2]
- Franciszek Vogl (05.V.1920-1927)[2][1][8]
- Dominik Pytel (od 1928)[9][10][11]

## Nauczyciele
- Antoni Borzemski
- Jan Karol Całczyński
- Jan Killar
- Aleksander Medyński
- Saturnin Kwiatkowski
- Józef Nogaj
- Adam Wiakowski-Dolina

## Uczniowie
Absolwenci
- Jerzy Baworowski – polityk (1888)
- Eugeniusz Baziak – duchowny (1908)
- Emil Byk – prawnik
- Cyryl Czarkowski-Golejewski – ziemianin (1903)
- Bolesław Dunin-Wąsowicz – oficer (1914)
- Maurycy Dzieduszycki – historyk
- Placyd Dziwiński – matematyk (1869)
- Czesław Eckhardt – urzędnik (1897)
- Ludwik Finkel – historyk
- Paweł Garapich – urzędnik (1900)
- Feliks Joszt –  sędzia, oficer (1891)
- Zygmunt Klinger (wówczas Ozjasz) – nauczyciel, oficer (1897)
- Jerzy Koller – teatrolog (1901)
- Mieczysław Albert Krąpiec – duchowny (1939)
- Bohdan Krynicki – polityk (1880)
- Anatol Lewicki – historyk
- Bolesław Müller – nauczyciel (1920)
- Walerian Podlewski – polityk
- Kazimierz Pużak – polityk (1905)
- Marian Rojek – polityk (1927)
- Jan Kazimierz Rubin – oficer (1930)
- Władysław Rubin – duchowny (1935)
- Maciej Serwatowski – polityk
- Teodor Alfred Serwatowski – polityk
- Aleksander Skibniewski – polityk
- Erazm Semkowicz – prawnik, senator (1891)
- Stanisław Springwald – generał (1882)
- Stanisław Stachiewicz – urzędnik
- Michał Sternschuss-Staniewski – lekarz, oficer (1888)
- Wawrzyniec Teisseyre – geolog (1878)
- Władysław Stesłowicz – polityk
- Florian Ziemiałkowski – polityk
- Leon Zubrzycki – oficer (1906)
- Władysław Żłobicki – nauczyciel (1899)

Uczniowie
- Franciszek Horodyski – malarz
- Romuald Klimów – prawnik
- Oswald Rohatiner – urzędnik, oficer